# ハギノカムイオー
ハギノカムイオー（欧字名:Hagino Kamui O、1979年4月1日 - 2013年4月10日）は、日本の競走馬、種牡馬。1979年に北海道静内町で開催されたセリ市において、当時の史上最高価格となる1億8500万円で落札、のち競走馬となり中央競馬で1983年の宝塚記念など重賞6勝を挙げた。「華麗なる一族の御曹司」という異名を持つ 。主戦騎手は伊藤清章。その落札額から一時は競馬の世界にとどまらない注目を集め、「黄金の馬」とも称された。半姉に1980年の優駿賞最優秀4歳牝馬ハギノトップレディ（父サンシー）がいる。

## デビューまで

### 出生
1979年4月1日、北海道浦河町の荻伏牧場に生まれた。父テスコボーイは前年までに4度のリーディングサイアーを獲得していた当時の最高級種牡馬、母イットーは競走馬時代に重賞2勝を挙げた実力馬であり、その近親には3度の年度表彰を受賞したヤマピットなどがいる有数の良血であった。その血統背景から誕生前より期待を掛けられ、実際に誕生した本馬は気品ある好馬体を持って生まれた。浦河町と大樹町に跨る神威岳から名を取られ、幼名は「カムイオー（神威王）」とされる。出生2週間後に牧場を訪れた調教師の伊藤修司を皮切りに、牧場には購買を目的とする来訪者が絶えなかったが、テスコボーイ産駒の牡馬にはセリ市への上場義務があったため、当座の要請は牧場側が全て却下した。そして生後約7ヶ月後の10月23日、カムイオーは日高軽種馬農協主催のセリ市に上場された。

### 史上最高価格で落札
当日のセリ会場となった静内家畜センターには、東西の調教師および馬主、生産者など1500人が集まった。この2ヶ月半前には、半姉ハギノトップレディが新馬戦を日本レコードタイムで制しており、カムイオーへの期待はさらに高まっていた。従来の最高落札額は、テスコボーイ産駒ランドギフトに付けられた 5000万円であったが、65番目に登場したカムイオーの開始価格はこれを大幅に上回る8000万円と設定された。セリが始まると、まずトップレディ所有者である日隈広吉の代理人を務める伊藤修司が1億円を提示。これに中村和夫、玉島忠雄、静内青年部が競り掛け、価格は急上昇していった。1億5000万円の時点で中村と玉島が断念し、以後は伊藤と静内青年部が競り合いを続けたが、伊藤が1億8500万円を提示した時点で静内青年部も断念、これを以て落札となり、カムイオーは日隈広吉の所有馬と決定した。落札の瞬間には会場からどよめきと拍手が起こり、競馬関連マスコミのみならず一般のテレビ、新聞もこの落札を大きく報じた。
セリの後、中村和夫が伊藤を通じて日隈に共同所有を持ち掛けた。日隈は1億8500万円の半額を負担することで了承し、カムイオーは日隈、中村の共同所有馬となった。またこの時点で、競走馬引退後は、種牡馬として中村が経営する中村畜産に繋養されることも決定した。

### 入厩
荻伏牧場で育成調教が積まれた後、競走年齢の3歳を迎えた1981年4月3日、滋賀県栗東トレーニングセンターの伊藤修司厩舎に入る。競走馬名は幼名に日隈が使用する冠名「ハギノ」を加えた「ハギノカムイオー」となった。当日厩舎を訪れた人数は、報道陣、競馬関係者など100人を越えた。
その後は姉トップレディと同様に8月の函館開催を目標に調教が進められたが、7月に函館入りした後、左前脚に軽度の亀裂骨折を生じ、放牧に出される。これに伴いデビュー予定は大幅に遅れ、初戦は翌1982年までずれ込んだ。

## 戦績

### 4歳（1982年）
1月31日、京都競馬場の新馬戦で改めてデビューを迎え、鞍上には伊藤の娘婿であり、トップレディの主戦騎手も務める伊藤清章が配された。当日はおよそ100人の報道カメラマンが揃い、また新馬戦ながら音声実況によって関東の競馬場にも中継された。レースはスタート直後から他馬を引き離すと、そのままゴールまで逃げ切り、2着に7馬身差を付けての初戦勝利を収めた。新馬戦を制したのみにもかかわらず、翌日のスポーツ新聞各紙はこの勝利を一面で報じた。
次走はクラシック初戦の皐月賞に備えて東上し、400万下の桜草特別に出走。このレースでも2着に3馬身の差を付けて快勝した。なお、このレースは条件戦にも係わらず当初、準メインレースとして組まれていたが、当日になってメインレースに変更されている。特定の馬のために番組変更を行った例はこれ以外にない。
無傷の2連勝を挙げたカムイオーは中1週で皐月賞トライアルのスプリングステークスに出走。これがカムイオーの初の重賞挑戦となり、重賞2連勝中の巨漢サルノキングと対戦した。同馬は前二走でカムイオーと同じく逃げ切り勝利を収めており、どちらが先手を取るかが戦前の注目のひとつであった。しかし、スタート直後から明確に先頭を奪いに行ったカムイオーに対し、サルノキングは騎手の田原成貴が手綱を抑えて後方を追走、道中では馬群から20馬身離れた最後方を進んだ。その後サルノキングは第2コーナーから突然加速しながら先行集団に追い付いたが、最後の直線で失速、結局カムイオーがゴールまで逃げ切り、3連勝で重賞初勝利を挙げた。一方でサルノキング田原の騎乗は批判を浴び、またサルノキングがカムイオーと同じく中村和夫の所有馬であったことから、八百長ではないかとの疑惑も持ち上がった（詳細はサルノキング事件参照）。
騒動の後に迎えた皐月賞では1番人気に支持されたが、戦前から「逃げ宣言」をしていた加賀武見騎乗のゲイルスポートに先頭を奪われると、同馬と競り合っての前半600メートル通過は34秒9と、皐月賞史上最速のペースとなった。この結果、第3コーナーでゲイルスポートともども失速、アズマハンターの16着と大敗した。東京優駿（日本ダービー）に向けて出走したNHK杯（ダービートライアル）もゲイルスポートに執拗に絡まれ、12着と大敗した。これを受けて陣営はダービー出走を断念し、カムイオーは荻伏牧場で休養に入った。ゲイルスポートは最終的に条件馬のまま終わったが、これらの経緯から「カムイオーの天敵」として名を残している。
秋は菊花賞を目標に神戸新聞杯から復帰、日本ダービー優勝馬のバンブーアトラスを3着に退け、逃げ切りでの勝利を収めた。続く京都新聞杯（菊花賞トライアル）では初めて道中2番手に控えると、直線で抜け出して優勝した。重賞2連勝と、前走のレース振りから2番手以下に控えるレースも可能になったと見られ、迎えた菊花賞では1番人気に支持された。レースではスタートから先頭を奪うと、1000m通過59秒5というハイペースで、後続を10馬身以上引き離す大逃げを打ったが第3コーナーで急激に失速し、15着と惨敗した。カムイオーのハイペースに引っ張られ、優勝馬ホリスキーの走破タイム3分5秒4は芝3000mの世界レコードタイム（当時）となった。

### 5歳（1983年）
菊花賞の後、カムイオーは福島県いわき市の競走馬総合研究所で温泉療養に入った。翌1983年5月にスワンステークスで復帰、初の単枠指定を受けて1番人気に支持されると、スタートからの逃げ切りで勝利、母イットーとの親子制覇となった。続いて出走した春のグランプリ宝塚記念では、単騎逃げから直線でカズシゲを5馬身突き離し、芝2200mを2分12秒1という日本レコードタイムで優勝した。また、本競走の賞金加算分で収得賞金は1億9104万円となり、賞金額が自身の購買額を上回った。続く高松宮杯も逃げ切り、スワンステークスに続く親子制覇、さらに前々年度に優勝したハギノトップレディとの姉弟制覇も果たした。
休養を経て、秋はジャパンカップと有馬記念を目標に、11月に東京競馬場のオープン戦で復帰した。しかしこの緒戦で8頭立て7着に終わると、続くジャパンカップでは道中で後続を30馬身以上離す暴走を見せ、第3コーナーで失速、勝ったスタネーラから7秒以上離された最下位と惨敗した。それでも年末のグランプリ有馬記念にはファン投票第3位選出で出走したが、やはり逃げ潰れての最下位に終わった。
競走後、伊藤はカムイオーの引退を発表。引退の言は「これ以上ファンの夢を壊したくない」というものであった。翌年1月8日、京都競馬場で引退式が行われ、翌9日に種牡馬入りのため北海道に戻った。

## 競走成績
以下の内容は、netkeiba.comおよびJBISサーチの情報に基づく。
| 競走日 | 競走日 | 競馬場 | 競走名         | 距離（馬場）  | 頭 数 | 枠 番 | 馬 番 | オッズ （人気） | 着順 | タイム  | 着差     | 騎手      | 斤量 [kg] | 1着馬（2着馬）       |
| ------ | ------ | ------ | -------------- | ------------- | ----- | ----- | ----- | --------------- | ---- | ------- | -------- | --------- | --------- | -------------------- |
| 1982.  | 01.31  | 京都   | 新馬           | 芝1600m（良） | 8     | 7     | 7     | 001.7（1人）    | 01着 | 01:36.8 | 7身      | 0伊藤清章 | 55        | （ドクタータケシバ） |
|        | 03.14  | 中山   | 桜草特別       | 芝2000m（良） | 11    | 2     | 2     | 001.3（1人）    | 01着 | 02:03.2 | 7身      | 0伊藤清章 | 55        | （タカラテンリュウ） |
|        | 03.28  | 中山   | スプリングS    | 芝1800m（良） | 11    | 7     | 10    | 003.1（2人）    | 01着 | 01:51.5 | 02 1/2身 | 0伊藤清章 | 56        | （ワカテンザン）     |
|        | 04.18  | 中山   | 皐月賞         | 芝2000m（良） | 21    | 6     | 13    | 002.9（1人）    | 16着 | 02:05.6 | 3.1秒    | 0伊藤清章 | 57        | アズマハンター       |
|        | 05.09  | 東京   | NHK杯          | 芝2000m（良） | 16    | 3     | 5     | 004.0（2人）    | 12着 | 02:02.9 | 1.4秒    | 0伊藤清章 | 56        | アスワン             |
|        | 10.03  | 阪神   | 神戸新聞杯     | 芝2000m（良） | 8     | 1     | 1     | 004.3（3人）    | 01着 | 01:59.9 | 01 1/4身 | 0伊藤清章 | 56        | （ロングヒエン）     |
|        | 10.24  | 京都   | 京都新聞杯     | 芝2000m（良） | 14    | 7     | 11    | 004.1（2人）    | 01着 | 02:02.8 | 1/2身    | 0伊藤清章 | 56        | （アカネジローマル） |
|        | 11.14  | 京都   | 菊花賞         | 芝3000m（良） | 21    | 3     | 6     | 006.4（1人）    | 14着 | 03:08.4 | 3.1秒    | 0伊藤清章 | 57        | ホリスキー           |
| 1983.  | 05.15  | 京都   | スワンS        | 芝1600m（良） | 17    | 3     | 5     | 001.5（1人）    | 01着 | 01:35.1 | 2身      | 0伊藤清章 | 58        | （メイショウキング） |
|        | 06.05  | 阪神   | 宝塚記念       | 芝2200m（良） | 13    | 7     | 11    | 001.9（1人）    | 01着 | R2:12.1 | 5身      | 0伊藤清章 | 56        | （カズシゲ）         |
|        | 06.26  | 中京   | 高松宮杯       | 芝2000m（良） | 8     | 8     | 8     | 001.3（1人）    | 01着 | 02:01.1 | 01 1/4身 | 0伊藤清章 | 58        | （イーストボーイ）   |
|        | 11.12  | 東京   | オープン       | 芝1800m（稍） | 8     | 6     | 6     | 001.7（1人）    | 07着 | 01:54.8 | 3.6秒    | 0伊藤清章 | 57        | エイティトウショウ   |
|        | 11.27  | 東京   | ジャパンカップ | 芝2400m（良） | 16    | 1     | 1     | 019.9（6人）    | 16着 | 02:34.9 | 7.3秒    | 0伊藤清章 | 57        | スタネーラ           |
|        | 12.25  | 中山   | 有馬記念       | 芝2500m（良） | 16    | 7     | 14    | 017.7（7人）    | 16着 | 02:37.2 | 3.2秒    | 0小島太   | 57        | リードホーユー       |

- タイム欄のRはレコード勝ちを示す。

## 引退後
引退後は日隈と中村の共同所有のまま種牡馬となり、中村が北海道三石町で経営するスタリオン中村畜産で繋養された。種付料200万円は、当時の内国産種牡馬としてはマルゼンスキーに次ぐ高額であり、1981年に全日本リーディングサイアーを獲得したアローエクスプレスと同額であった。
子供は1987年から競馬にデビューしたが、種牡馬としては期待を裏切り、目立った成績を残すことはできなかった。地方競馬で数頭の重賞勝利馬を出しているほか、中央では1992年7月に牝駒ハギノピリカが小倉競馬場の芝1000mのレコード（56秒4）を記録し、翌8月にはハギノスイセイが新潟競馬場の芝1400mのレコード（1分20秒8）を記録した。ブルードメアサイアー（母の父）としてはテイエムオオアラシ、シンカイウンが、それぞれ中央競馬で重賞に勝利している。
2000年を最後に種牡馬生活からも退き、新ひだか町の本桐牧場で功労馬として余生を送る。シンザンの持つサラブレッド長寿記録に迫りつつあったが、2013年4月10日に同牧場で老衰のため死亡した。34歳9日であった。

### 主な産駒
- カムイファースト（開設記念（佐賀公営））[13]
- ハギノミリオネール（二十四万石賞、高知建依別賞（高知公営））[14]
- フリーダムワールド（青山記念（新潟公営））[15]
- カムイフジ（ラジオたんぱ賞2着）[16]
- ハギノスイセイ（京王杯オータムハンデキャップ2着）[17]

### 母の父として
- テイエムオオアラシ（カブトヤマ記念、福島記念、小倉記念）[18]
- シンカイウン（朝日チャレンジカップ、中日新聞杯）[19]

## 血統表
4代母マイリーから連なる牝系は俗に「華麗なる一族」と呼ばれ、1990年代頃まで日本の名牝系の代表的な存在であった。中でも本馬の系統はその本流とされるものであり、叔父にそれぞれ重賞勝利馬であるニッポーキング、本馬の同期であったシルクテンザンオー、サクラアケボノ、姪にGI競走2勝のダイイチルビーなど数々の活躍馬がいる。その他の近親については華麗なる一族を参照のこと。
| ハギノカムイオーの血統（テスコボーイ系 / Nasrullah3×5×5=18.75%、Pharos(Fiarway)5×5×5=9.38%） | ハギノカムイオーの血統（テスコボーイ系 / Nasrullah3×5×5=18.75%、Pharos(Fiarway)5×5×5=9.38%） | ハギノカムイオーの血統（テスコボーイ系 / Nasrullah3×5×5=18.75%、Pharos(Fiarway)5×5×5=9.38%） | （血統表の出典）            | （血統表の出典） |
| 父系                                                                                         | テスコボーイ系                                                                               | テスコボーイ系                                                                               | テスコボーイ系              |                  |
| 父 *テスコボーイ Tesco Boy 1963 黒鹿毛                                                       | 父の父Princely Gift 1951 鹿毛                                                                | Nasrullah                                                                                    | Nearco                      | Nearco           |
| 父 *テスコボーイ Tesco Boy 1963 黒鹿毛                                                       | 父の父Princely Gift 1951 鹿毛                                                                | Nasrullah                                                                                    | Mumtaz Begum                |                  |
| 父 *テスコボーイ Tesco Boy 1963 黒鹿毛                                                       | 父の父Princely Gift 1951 鹿毛                                                                | Blue Gem                                                                                     | Blue Peter                  | Blue Peter       |
| 父 *テスコボーイ Tesco Boy 1963 黒鹿毛                                                       | 父の父Princely Gift 1951 鹿毛                                                                | Blue Gem                                                                                     | Sparkle                     |                  |
| 父 *テスコボーイ Tesco Boy 1963 黒鹿毛                                                       | 父の母Suncourt 1952 黒鹿毛                                                                   | Hyperion                                                                                     | Gainsborough                | Gainsborough     |
| 父 *テスコボーイ Tesco Boy 1963 黒鹿毛                                                       | 父の母Suncourt 1952 黒鹿毛                                                                   | Hyperion                                                                                     | Selene                      |                  |
| 父 *テスコボーイ Tesco Boy 1963 黒鹿毛                                                       | 父の母Suncourt 1952 黒鹿毛                                                                   | Inquisition                                                                                  | Dastur                      | Dastur           |
| 父 *テスコボーイ Tesco Boy 1963 黒鹿毛                                                       | 父の母Suncourt 1952 黒鹿毛                                                                   | Inquisition                                                                                  | Jury                        |                  |
| 母 イットー 1971 黒鹿毛                                                                      | 母の父*ヴェンチア Venture 1957 黒鹿毛                                                        | Relic                                                                                        | War Relic                   | War Relic        |
| 母 イットー 1971 黒鹿毛                                                                      | 母の父*ヴェンチア Venture 1957 黒鹿毛                                                        | Relic                                                                                        | Bridal Colors               |                  |
| 母 イットー 1971 黒鹿毛                                                                      | 母の父*ヴェンチア Venture 1957 黒鹿毛                                                        | Rose o'Lynn                                                                                  | Pherozshah                  | Pherozshah       |
| 母 イットー 1971 黒鹿毛                                                                      | 母の父*ヴェンチア Venture 1957 黒鹿毛                                                        | Rose o'Lynn                                                                                  | Rocklyn                     |                  |
| 母 イットー 1971 黒鹿毛                                                                      | 母の母ミスマルミチ 1965 鹿毛                                                                 | *ネヴァービート                                                                              | Never Say Die               | Never Say Die    |
| 母 イットー 1971 黒鹿毛                                                                      | 母の母ミスマルミチ 1965 鹿毛                                                                 | *ネヴァービート                                                                              | Bride Elect                 |                  |
| 母 イットー 1971 黒鹿毛                                                                      | 母の母ミスマルミチ 1965 鹿毛                                                                 | キユーピツト                                                                                 | Nearula                     | Nearula          |
| 母 イットー 1971 黒鹿毛                                                                      | 母の母ミスマルミチ 1965 鹿毛                                                                 | キユーピツト                                                                                 | *マイリー                   |                  |
| 母系(F-No.)                                                                                  | マイリー系(FN:7-e)                                                                           | マイリー系(FN:7-e)                                                                           | マイリー系(FN:7-e)          | [ § 2 ]          |
| 5代内の近親交配                                                                              | Nasrullah 3×5･5、Pharos 5×5                                                                  | Nasrullah 3×5･5、Pharos 5×5                                                                  | Nasrullah 3×5･5、Pharos 5×5 |                  |
| 出典                                                                                         | 1. 2.                                                                                        | 1. 2.                                                                                        | 1. 2.                       | 1. 2.            |